# Comisión Nacional de Investigación del Espacio
La Comisión Nacional de Investigación del Espacio o CONIE fue un organismo gubernamental encargado del desarrollo de la ciencia y tecnología espacial en España.
Estaba situada en Madrid y dependía del Ministerio del Aire, y posteriormente del Ministerio de Defensa. La Comisión Nacional de Investigación del Espacio fue creada en 1963 y extinguida en 1986. A partir de entonces, sus responsabilidades fueron asumidas por el Centro para el Desarrollo Tecnológico Industrial (CDTI), dependiente del Ministerio de Ciencia.